# Нікольсдорф
Нікольсдорф (нім. Nikolsdorf) — містечко й громада округу Лієнц в землі Тіроль, Австрія.
Нікольсдорф лежить на висоті  888 над рівнем моря і займає площу  33,61 км². Громада налічує 910 мешканців. 
Густота населення 27/км².  
Округ Лієнц, до якого належить Нікольсдорф, називається також Східним Тіролем. Від основної частини землі, 
Західного Тіролю, його відділяє смуга Південного Тіролю, що належить Італії. 
|                                      |
| Нікольсдорф на мапі округу та землі. |

 Адреса управління громади: Nikolsdorf 17, 9782 Nikolsdorf. 

## Галерея

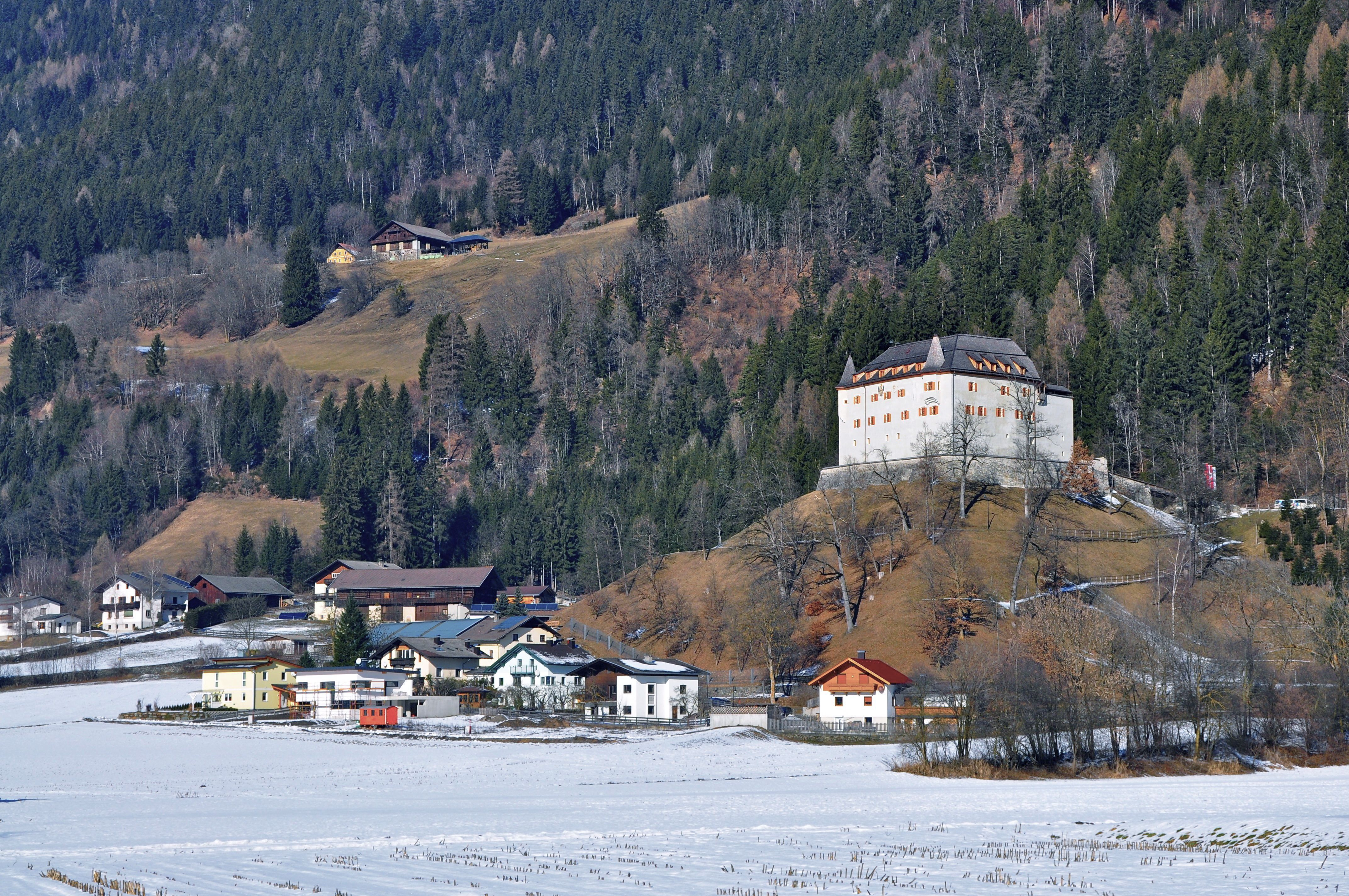
Südost-Ansicht mit Schloss Lengberg
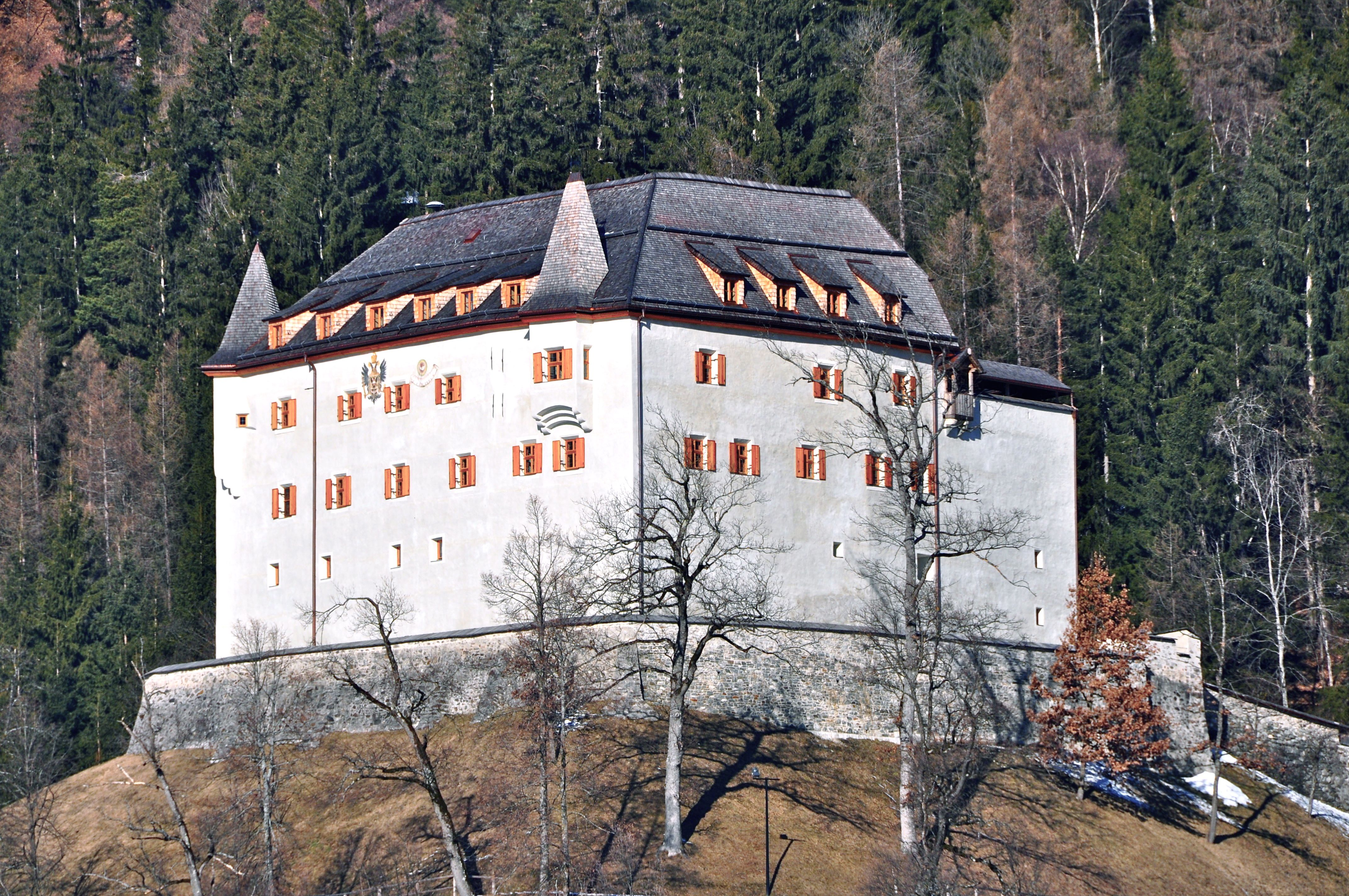
Schloss Lengberg

## Виноски
1. ↑  Dauersiedlungsraum der Gemeinden Politischen Bezirke und Bundesländer - Gebietsstand 1.1.2018 — Статистичне управління Австрії.
2. ↑  Einwohnerzahl 1.1.2018 nach Gemeinden mit Status, Gebietsstand 1.1.2018 — Статистичне управління Австрії.
3. ↑  www.nikolsdorf.at. Архів оригіналу за 2 серпня 2013. Процитовано 7 липня 2013.